# Hervormingswerkkamp
Een hervormingswerkkamp, correctief werkkamp, correctief arbeidskamp of kortweg werkkamp (Russisch: исправительно-трудовой лагерь; [ispravitelno-troedovoj lager]), vaak afgekort tot ITL (Russisch: ИТЛ) was de benaming voor een complex van werkkampen binnen de Goelagkampenstructuur tijdens de Sovjet-Unie. In totaal bestond de Goelag uit 476 van dergelijke complexen.
Bij veel kampen binnen de Goelag werd het voorvoegsel ispravitelno-troedovoj (IT) weggelaten uit de naam en eindigde de naam op -lag (van lager; "kamp"). Een ITL vormde feitelijk het bestuur (en niet de zone) van een kampsysteem met onder meer eigen faciliteiten, budget en transport en bestond vaak uit een tiental kampeenheden, Lagernye poenkty of lagpoenkty genoemd. Het aantal lagpoenkty per ITL kon variëren van 1 tot meer dan 100.
De grootste ITL was de SVITL (of Sevvostlag of OeSVITL) van de Dalstroj voor de mijnbouw in de vallei van de Kolymarivier.